# Ophicrania nigrotaeniatus
Ophicrania nigrotaeniatus är en insektsart som först beskrevs av Ludwig Redtenbacher 1908.  Ophicrania nigrotaeniatus ingår i släktet Ophicrania och familjen Phasmatidae. Inga underarter finns listade i Catalogue of Life.